# Bistum Nzérékoré
Das Bistum Nzérékoré (lat.: Dioecesis Nzerekorensis) ist eine in Guinea gelegene römisch-katholische Diözese mit Sitz in Nzérékoré. Es umfasst den östlichen Teil Guineas.

## Geschichte
Papst Pius XI. gründete die Apostolische Präfektur Nzérékoré mit der Apostolischen Konstitution Quo ex Evangelii am 9. März 1937 aus Gebietsabtretungen des Apostolischen Vikariats Bamako.
Mit der Apostolischen Konstitution Christi provisio wurde sie am 25. April 1959 zum Bistum erhoben.
Am 29. Juni 2023 gab das Bistum Nzérékoré Gebietsanteile zur Gründung des Bistums Guéckédou ab.

## Ordinarien

### Apostolische Präfekten von Nzérékoré
- Agostino Guérin MAfr (16. April 1937–1950)
- Eugène Maillat MAfr (4. Mai 1951 bis 25. April 1959)

### Bischöfe von Nzérékoré
- Eugène Maillat MAfr (25. April 1959 bis 13. August 1979)
- Philippe Kourouma (13. August 1979 bis 27. November 2007)
- Raphaël Balla Guilavogui (seit 14. August 2008)